# میگل گررو
میگل گررو (اسپانیایی: Miguel Guerrero‎؛ زادهٔ ۷ سپتامبر ۱۹۶۷) بازیکن فوتبال اهل کلمبیا بود.
از باشگاه‌هایی که در آن بازی کرده‌است می‌توان به باشگاه فوتبال مالاگا، باشگاه ورزشی اتلتیکو جونیور، و باشگاه فوتبال باری اشاره کرد.
وی همچنین در تیم ملی فوتبال کلمبیا بازی کرده‌است.